# جنگل‌های خشک سیرا دو لا لاگونا
جنگل‌های خشک سیرا دو لا لاگونا (به اسپانیایی: Sierra de la Laguna dry forests) یک منطقهٔ مسکونی و جنگل در مکزیک است که در باخا کالیفرنیا سور واقع شده‌است.